# Francisco Maturana
Francisco Antonio Maturana García (Quibdó, 1949. február 15. –) kolumbiai labdarúgóedző, korábbi válogatott labdarúgó.
A kolumbiai válogatottat szövetségi kapitányként két világbajnokságon (1990, 1994) irányította.
Az Atlético Nacional edzőjeként 1989-ben kolumbiai klubcsapat, első alkalommal hódította el a Copa Libertadores serlegét. Szinten az ő vezetésével érte el a kolumbiai nemzeti csapat az első rangos nemzetközi tornagyőzelmét a 2001-es Copa América megnyerésével.

## Sikerei, díjai

### Játékosként
Atlético Nacional
- Kolumbiai bajnok (2): 1973, 1976

### Edzőként
Atlético Nacional
- Copa Libertadores (1): 1989

América Cali
- Kolumbiai bajnok (1): 1992

Al-Hilal
- Szaúd-arábiai bajnok (1): 2001–02

Kolumbia
- Copa América győztes (1): 2001